# Epicauta emarginata
Epicauta emarginata är en skalbaggsart som beskrevs av Champion 1892. Epicauta emarginata ingår i släktet Epicauta och familjen oljebaggar. Inga underarter finns listade i Catalogue of Life.